# Christian Hansen (Offizier)

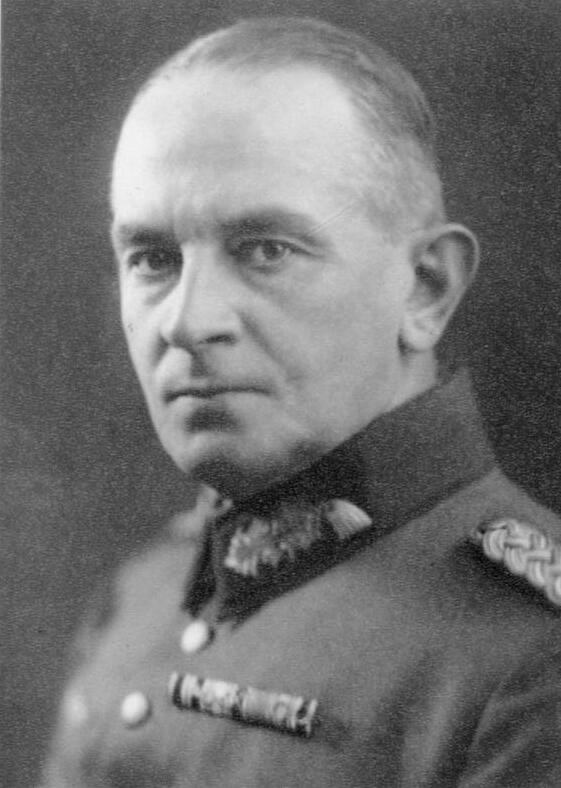
Christian Hansen (1939)

Christian Hansen (* 10. April 1885 in Schleswig; † 7. August 1972 in Garmisch-Partenkirchen) war ein deutscher General der Artillerie im Zweiten Weltkrieg.

## Leben
Hansen trat am 1. März 1903 als Fahnenjunker in das Schleswig-Holsteinische Fußartillerie-Regiment Nr. 9 in Koblenz ein und wurde dort am 18. August 1904 Leutnant. Ab 1. Oktober 1906 wurde er für zwei Jahre an die Militärtechnische Akademie in Berlin-Charlottenburg kommandiert und absolvierte im September 1907 zeitgleich einen Lehrgang an der Fußartillerie-Schule in Niederzwehren. Man versetzte Hansen am 1. Oktober 1908 für ein Jahr zum Lehr-Bataillon der Fußartillerie-Schule und anschließend in sein Stammregiment zurück. Vom 1. Oktober 1910 bis 21. Juli 1913 erfolgt die Kommandierung an die Preußische Kriegsakademie nach Berlin und seine zwischenzeitliche Beförderung zum Oberleutnant am 18. August 1912. Ab 1. April 1914 wurde Hansen in den Großen Generalstab kommandiert.
Mit Ausbruch des Ersten Weltkriegs kehrte er zu seinem Regiment zurück und wurde kurz darauf am 17. August 1914 Hilfsoffizier beim Beauftragten des Chefs des Feldeisenbahnwesens und Generalstabsoffizier beim 6. AOK. Am 19. September 1914 folgte seine Versetzung in den Generalstab der Armeeabteilung Strantz sowie am 8. November 1914 die Beförderung zum Hauptmann. Ab 25. Januar 1915 war Hansen dann als Hilfsoffizier beim AOK 10 sowie Generalstabsoffizier im Stab der 33. Reserve-Division tätig. Man versetzte ihn im Anschluss am 14. März 1917 in die Operationsabteilung des Großen Hauptquartiers, wo er über das Ende des Kriegs hinaus verbleiben sollte.
Anfang 1919 kam Hansen in den Generalstab des Gouvernements Thorn und wurde nach seiner Übernahme in die Reichswehr am 15. Februar 1920 als Generalstabsoffizier im Stab des Infanterieführers II eingesetzt. Es folgte am 27. Juli die Versetzung in das Reichswehrministerium sowie am 1. Oktober 1920 zum Stab der 6. Division in Münster. Am 13. Juli 1922 wurde Hansen zum Chef der 3. Batterie des 2. (Preußisches) Artillerie-Regiments in Stettin ernannt. Ab 1. Februar 1925 fungierte Hansen als Ia im Stab der 1. Division in Königsberg. Mitte Oktober wurde er kurzzeitig zum Stab der Marinestation der Ostsee nach Kiel kommandiert, um anschließend am 1. November 1925 in den Generalstab des Gruppenkommandos 2 nach Kassel versetzt zu werden. Mit der gleichzeitigen Beförderung zum Major am 1. Februar 1926 kam Hansen zum Wehrkreis-Kommando VI. Er verblieb hier bis 30. September 1928, wurde kurzzeitig Taktik-Lehrer an der Infanterie-Schule Dresden und Ende des Jahres in den Stab der III. Abteilung des 2. (Preußisches) Artillerie-Regiments in Itzehoe versetzt. Zeitgleich absolvierte er im Oktober 1929 einen Kampfschul-Lehrgang und kam im März 1930 in den Stab des Gruppenkommandos 1 nach Berlin. Ab 1. April fungierte er als Heeres-Verbindungsoffizier Hamburg, wurde am 1. Oktober unter Belassung in dieser Stellung in das 5. Artillerie-Regiment versetzt und am 1. Dezember 1930 zum Oberstleutnant befördert. Vom 2. bis 29. Oktober 1931 war er zum Schießlehrgang für Artillerie-Offizier kommandiert und wurde am 1. Oktober 1932 zum Lehrgangsleiter an der Artillerie-Schule Jüterbog ernannt. Als Oberst (seit 1. April 1933) übernahm Hansen am 1. Oktober 1933 das 1. (Preußisches) Artillerie-Regiment in Königsberg. Am 1. April 1936 wurde Hansen als Generalmajor am 6. Oktober 1936 Kommandeur der 25. Infanterie-Division in Ludwigsburg und in dieser Funktion am 1. März 1938 Generalleutnant.
Während des Zweiten Weltkrieges war Hansen ab 15. Oktober 1939 Kommandierender General des X. Armeekorps und in dieser Funktion am 1. Juni 1940 zum General der Artillerie befördert worden. Am 30. Oktober 1943 wurde er zunächst mit der Führung beauftragt und am 4. November 1943 zum Oberbefehlshaber der 16. Armee ernannt. 1942 waren seine Truppen Beteiligte an der Kesselschlacht von Demjansk. Krankheitsbedingt erfolgte am 15. Juli 1944 seine Ablösung, die Versetzung in die Führerreserve sowie am 31. Dezember 1944 die Entlassung aus dem aktiven Dienst und die Verabschiedung in den Ruhestand.

## Auszeichnungen
- Eisernes Kreuz (1914) II. und I. Klasse[1]
- Ritterkreuz des Königlichen Hausordens von Hohenzollern mit Schwertern[1]
- Bayerischer Militärverdienstorden IV. Klasse mit Schwertern[1]
- Ritterkreuz I. Klasse des Albrechts-Ordens mit Schwertern[1]
- Braunschweiger Kriegsverdienstkreuz II. Klasse[1]
- Österreichisches Militärverdienstkreuz III. Klasse mit der Kriegsdekoration[1]
- Eiserner Halbmond[1]
- Spange zum Eisernen Kreuz II. und I. Klasse
- Ritterkreuz des Eisernen Kreuzes am 3. August 1941[2]
- Deutsches Kreuz in Gold am 2. April 1943[2]